# Karínides
La dinastia karínida o dels karínides fou una nissaga del Tabaristan que va regnar sobre parts de les regions muntanyoses des de temps del rei sassànida Còsroes I (551-579) fins al 840.

## Història
La família reclamava el seu origen en un poderós senyor de nom Sukhra, suposat descendent del ferrer i heroi nacional persa Kāveh, i que era un dels nobles principals de l'imperi en temps de Cobades I (segon regnat 499-531). Sukhra va deixar dos fills, Zarmihr i Karin que van ajudar a Còsroes quan es va veure en problemes per un atac turc. Karin va rebre en recompensa territoris al sud d'Amol incloent Fitim o Firrim o Pirim o Firim (anomenada Kuh-i Karin) amb títol d'ishpabadh. El Tabaristan oriental va quedar repartit principalment entre Karin i els marzbans de Tamisha o Tomisha. Ormuz IV (579-590) el va confirmar en el seu títol i honors.
Segons les històries locals Karin va regnar 37 anys i el va succeir el seu fill Alanda, que va regnar 52 anys, però aquestes dades són més que dubtoses. Al moment de la conquesta àrab a la meitat del segle vii, els karínides no dominaven Amol on governava el príncep Farrukhan, descendent de Gil Gawbara ibn Gilanshah (origen de les dinasties dels dabúyides i baduspànides), del que els karínides reconeixien la seva preeminència. Aquestos senyors locals van enviar tropes per ajudar el governador sassànida de Rayy a resistir l'avanç àrab després de la batalla de Nihawand del 642 però ja no disposaven de força per oposar-se a la conquesta. Els primera caps locals de la regió que es van sotmetre i van acceptar pagar tribut foren el senyor de Dunbawand, el de Kumis i el de Gurgan, i això va forçar a la resta d'ishpabadhs i marzbans del Tabaristan a fer el mateix. Com que el país era muntanyós, el cap àrab Suwayd ibn Mukarrim va acceptar la submissió a canvi de tribut de 500.000 dirhams, quedant eximits de l'obligació d'aportar tropes i quedant garantida la seva autonomia interna. El tribut fixat era força inferior al que pagaven abans als reis sassànides però tot i així aquestos senyors no el van pagar de bon grat, i de vegades només pagaven part i altres deixaven de pagar i van caler nombroses expedicions per reclamar el tribut. Maskala ibn Hubayra va caure en una emboscada el 674 i a l'any següent li va passar el mateix a Muhammad ibn al-Ashat.
Segons els historiadors locals una nova dinastia, els bawàndides, fundada per Baw, es va originar a les muntanes Sharwin al sud-est del Tabaristan amb centre a Firrim. Baw ou assassinat el 680 per un personatge de nom Walash o Adhur Walash que sembla el masmughan de Dunbawand. Es va sostenir vuit anys fins que el seu fill Surkhab ibn Baw o Sohrab ibn Baw, amb el suport de la població, el va derrotar i va recuperar el tron (688). Els masmughans de Dunbawand serien els descendents de Zarmihr, el germà de Karin, fundador dels karínides. Així els karínides havien perdut en aquesta època part dels seus dominis i restaven encara supeditats als descendents de Farrukhan Gilanshah, ara els dabúyides amb Khurshid I Gil Gawbara (676-712), que van agafar el títol de Farshwadgarshah (Rei de les Muntanyes).
El 716 Yazid ibn al-Muhallab després de conquerir Gurgan va intentar dominar el Tabaristan però va caure en una emboscada i es va haver d'acontentar a apujar el tribut, havent de retornar a Gurgan que en la seva absència s'havia revoltat. Tabaristan es va revoltar contra el califat en temps d'Hixam ibn Abd-al-Màlik (724–743) i sota Marwan II (744-750) però els abbàssides foren finalment reconeguts i després del suport que van donar a la revolta de Sunbadh del 755 els caps locals del Tabaristan van acabar pagant al final el mateix tribut que pagaven amb els sassànides.
El 759/760 es va iniciar la conquesta abbàssida de Tabaristan; va acabar amb la supressió de la dinastia dabúyida i el domini de la plana amb instal·lació de guarnicions a Firim i Khurramabad. En aquest moment al Tabaristan oriental regnava el bawàndida Sharwin I ibn Surkhab II; les muntanyes del centre i occident estaven en mans de Bandad Hormozd o Wandad Hurmuzd, de la dinastia karínida amb seu a Lafur. Sharwin va agafar el títol d'ispahbad i padishwagarshah (rei de les muntanyes) que abans tenien els dabúyides per assenyalar la seva posició preeminent al Kuhistan o Kohistan; Bandad Hormozd tenia el d'ishpabadh. Aquestes dues nissagues es van revoltar contra el califat el 781 quan el governador abbàssida al Tabaristan va apujar els impostos; els habitants de la regió al sud d'Amol van demanar al príncep karínida Wandad Hurmuzd de revoltar-se i li van assegurar el seu suport.
Wandad Hurmuzd (també Wandad Hormuzd) es va aliar al príncep bawàndida Sharwin I, al baduspànida Shariyar, al mamusghan zarmíhrida Walash (que havia estat expulsat dels seus dominis pels àrabs cap a Miyandur o Miyand Rud, prop de Sari (Sariya), i el príncep karínida, Wandad Safan (germà de Wandad Hormuzd), que governava les muntanyes de Wandad Sandjan a l'oest del Tabaristan, i junts es van revoltar fent una matança de musulmans. Els rebels van dominar les regions muntanyoses durant quatre anys i va derrotar diverses vegades a les forces del califa. Quatre expedicions foren enviades pel califa Al-Mahdí, cadascuna més potent que l'anterior, dirigides per generals prestigiosos (Salim al-Farghani el 781, Firasha el 782, Umar ibn al-Ala el 783, i Taym ibn Sinan el 784). Finalment el 785 fou enviat el príncep al-Hadi, hereu del tron, assistit pel general Yazid ibn Mazyad, que va acabar amb la revolta. Wandad Hormuzd fou capturat i empresonat a Bagdad; el seu germà Wandad Safan va intentar la seva eliminació per assolir tot el poder i va fer matar un client del califa, Bahram ibn Firuz, convers recent de l'islam, però això es va girar contra ell, i Wandad Hormuzd fou alliberat a canvi d'entregar al seu germà al califa. Però una vegada a les muntanyes no va fer res per complir la seva paraula i va restar hostil a l'islam. El seu germà Wandad Safan va fer executar el 803 l'enviat del califa, Jàfar ibn Harun. El califa Harun ar-Raixid, cansat de la rebel·lia dels karínides, va anar a Rayy el 805 i va cridar a Wandad Hormuzd a la seva presència. Wandad hi va haver d'anar, ratificar el domini del califa, garantir la submissió amb ostatges (el seu fill Karin), pagar tribut i obligar-se a enviar tropes en cas de conflicte; a més va haver de cedir les terres anomenades mamuni al califa; a canvi fou investit formalment com ishpabadh de Khorasan (que no implicava cap dret a aquesta província). El seu fill ostatge li fou retornat el 808.
A la guerra civil entre al-Amin i al-Mamun, el general del primer, Ali ibn Isa ibn Mahan, designat com comandant de l'exèrcit enviat a Khorasan, va oferir (811) regals als prínceps locals de Daylam, de Tabaristan i regions veïnes, a canvi del seu ajut per tallar la ruta del Khorasan a Bagdad i impedir l'enviament de reforços al general d'al-Mamun, Tahir ibn al-Husayn. Encara que els prínceps van prometre ajut, Ali ibn Isa va ser derrotat la rodalia de Rayy i va morir a mans d'un home anomenat Dawud Siah al-Khwarazmi (812).
Wandad Hormuz hauria mort durant el regnat d'al-Mamun (813-833) després de regnar uns 50 anys. El va succeir el seu fill Karin al que les fonts locals donen un regnat de 40 anys, cosa impossible. Les dades són contradictòries doncs segons una cita d'Ibn Isfandiyar regnava el 830 quan diu que va participar en una campanya contra els romans d'Orient però d'altra banda el seu fill apareix refugiat a la cort d'al-Mamun després de perdre el tron vers el 816 o 817. Karin hauria perdut part dels seus dominis a mans del bawàndida Shariyar i a la seva mort vers el 816, el va succeir el seu fill Mazyar.
Mazyar va ser derrotat per Shariyar i va perdre tot el seu principat; es va refugiar amb un cosí de nom Wandad Ummid (fill de Wandad Safan) que el va haver d'entregar a Shariyar. Mazyar s'hauria escapat i hauria anat a la cort d'al-Mamun.Al-Tabari diu que fou el governador de Tabaristan Abd Allah ibn Khurdhabhbah el que va derrotar a Shariyar i va enviar a Mazyar al califa vers el 816/817 (el califa romania a Merv i no va tornar a Bagdad fins al 819).
Fos com fos Mazyar es va convertir a l'islam a la cort del califa i va rebre el nom d'Abu l-Hasan Muhammad ibn Karin i el rang de mawla de l'amir al-muminim sent nomenat cogovernador del Tabaristan, Ruyan i Dunbawand el 822/823, junt amb Musa ibn Hafs, tenint encarregat el govern de les zones muntanyoses que coneixia molt bé. Només retornar va començar a eliminar prínceps locals: el primer el seu germà Kuhayr i al bawàndida Karin ibn Shariyar (que era el seu nebot); després va anar contra altres i contra els bawàndides envaint les muntanyes Sharwin el 825/826, derrotant a Shapur fill de Shariyar al que va fer executar; va annexionar les muntanyes Sharwin (el principat bawàndida) i va agafar els títols de Malik al-Djibal, Gil Gilan (Gilanshah), ishpabadh de Khorasan, i Padhishkhwargarshah. Aquesta política que comportava assolir el poder s costa dels petits prínceps locals li va crear molts enemics entre aquestos.
El cogovernador Musa ibn Hafs va morir el 826/827 i el va succeir el seu fill Muhammad ibn Musa. Mazyar va seguir amb la seva política; el control sobre les planes es va fer de manera brutal perdent qualsevol suport entre la població musulmana i entre els zoroastrians. Algunes queixes van arribar al califa al-Mamun però Mazyar no va voler anar a Bagdad i va enviar als cadis d'Amol i de Ruyan per informar dels seus progressos; encara que el cadi d'Amol una vegada a la cort va declarar que havia abjurat de l'islam, el califa no va donar crèdit a aquesta acusació. Progressivament Mazyar es va declarar aliat (ja no client) del califa i al-Mamun, potser per controlar-lo, el va nomenar governador únic del Tabaristan, càrrec que li fou mantingut pel nou califa al-Mútassim (833).
Així va esdevenir un verdader rei amb força poder territorial, militar i polític i una fortuna personal considerable. Poc després va refusar enviar el kharadj (impost de la terra) als tahírides del Khorasan, dels que el seu govern depenia administrativament. El califa va acceptar un arranjament pel qual el kharadj fou lliurat al califa a Hamadan i fou el califa el que va entregar als tahírides. El 837 al-Afshin Haydar governador militar de l'Azerbaidjan, va fer una expedició contra Mazyar per les queixes de la seva tirania i per la seva insubordinació. El juny de 838 va recaptar el kharadj de manera expeditiva, recaptant en dos mesos el que abans es tardava dotze (i en tres pagaments). Mentre Abd Allah ibn Tahir del Khorasan aixecava al califa contra Mazyar fent notar la seva insubordinació i el seu govern tirànic.
Sentint-se en perill Mazyar es va revoltar refusant entregar el kharadj (avançat el 839). Es diu que al-Afshin Haydar, ara governador de l'Azerbaidjan i Armènia, enemistat amb l'emir tahírida Abd Allah ibn Tahir, del que el seu govern depenia, va instigar la revolta del ispahbadh, però de les fonts l'únic que es dedueix és que esperava que la revolta obligaria al califa a destituir a Abd Allah i enviar-lo a ell al seu lloc per reprimir la revolta. Alguns historiadors veuen no obstant una mena de coalició persa contra els àrabs en la revolta.
Mazyar va exigir ostatges dels nobles i notables del país per garantir la seva fidelitat, i va fer empresonar a tots aquells dels que no estava segur de la seva lleialtat, tant a Ruyan, com a Sari i Amol, i al Tabaristan occidental; les fortificacions d'Amol, Sari i Tamisha o Tomisha foren demolides per no poder servir a una força ocupant. Els habitants d'Amol van demanar la intervenció del califa que va decidir actuar.
Abd Allah ibn Tahir i el califa van enviar cinc cossos d'exèrcit que van entrar al Tabaristan per tots cantons a l'est i sud-est. Mazyar va restaurar al seu germà Kuhyar al que va confiar la defensa de les muntanyes Karin, i al seu nebot el bawàndida Karin ibn Shariyar al que va encarregar defensar les muntanyes Sharwin i la cadena oriental fins al Gurgan; el seu general Sarkhastan vigilava els accessos des de Gurgan, i el general al-Durri vigilava els de Rayy. L'enfonsament de Mazyar fou ràpid; els soldats de Sarkhastan van confraternitzar amb l'exèrcit d'al-Hasan ibn al-Husayn i van entregar al seu general que fou executat; Tomisha fou capturada per sorpresa; Karin ibn Shariyar va rendir sense lluita les muntanyes Sharwin a Haydar ibn Djabala a canvi de la promesa de ser restaurat com a príncep; els germans Muhammad i Djafar ibn Rustam van rendir les forces de Ruyan i van entregar les fortaleses de Kalar i Shalus, eliminant al seu governador, el germà del general al-Durri, que fou entregat al general invasor Muhammad ibn Ibrahim; el propi al-Durri fou fet presoner quan fugia i fou executat; el mateix dia les ciutats de Sari i Marraw es van revoltar (18 de juny del 840); tots els general reclamaven a Kuyhar l'entrega del seu germà a canvi de ser restaurat i finalment Kuhyar el va agafar i el va entregar a al-Hasan ibn al-Husayn vers juny o juliol del 840).
Mazyar fou portat a Samarra on va arribar l'agost del 840. El 5 de setembre fou detingut al-Afshin Haydar, que fou acusat de participar en la revolta de Madkdjur a l'Azerbaidjan (i no pas de participar en la de Mazyar). Al judici que va seguir Mazyar va acusar al-Afshin de ser l'instigador, però les seves afirmacions foren inconsistents i després se'n va retractar. Mazyar fou condemnat a morir a cops de fuet i va morir després d'uns centenars de cops. Al-Afshin fou tancat a una presó a Samarra on se'l va deixar morir de fam (maig-juny del 841). Kuhayr fou assassinat per la guàrdia daylamita de Mazyar, per la traïció al seu senyor. La dinastia karínida va desaparèixer i el Tabaristan va passar a domini directe dels tahírides, que van restaurar al bawàndida Karin ibn Shariyar.

## Ishpabadhs karínides
- Surkhab vers 525-550
- Karin vers 550-600
- Alanda vers 600-635
- Diversos prínceps 635-765
- Wandad Hormuzd (Lafur) vers 765-815
- Wandad Safan (Muntanyes Sandjan) vers 765-800
- Karin ibn Wandad Hormuzd (a Lafur) vers 815-816
- Mazyar ibn Karin vers 816-817
- Wandad Ummid (Muntanyes Sandjan) vers 800-820
- Ocupació bawandida vers 817
- Kuhayr ibn Karin vers 817-823
- Abu l-Hasan Muhammad ibn Karin (abans anomenat Mazyar ibn Karin) 823-840